# Angie Tribeca
Angie Tribeca – amerykański serial komediowy emitowany od 17 stycznia 2016 roku przez stację TBS. W Polsce serial emitowany jest od 1 marca 2016 roku przez HBO 3. 5 listopada 2015 roku, jeszcze przed premierą serialu, zamówiono drugą serię, 7 lipca 2016 roku trzecią serię, a 27 lipca 2017 roku czwartą serię.
10 maja 2019 roku stacja TBS ogłosiła zakończenie produkcji serialu po czterech sezonach.

## Fabuła
Serial opowiada o pracy detektyw Angie Tribeca, która wraz ze swoim zespołem rozwiązuje zagadki kryminalne w Los Angeles.

## Obsada

### Główna
- Rashida Jones jako Angie Tribeca[7]
- Hayes MacArthur jako Jay Geils[8]
- Jere Burnss jako porucznik Pritikin "Chet" Atkins, szef Angie[9]
- Deon Cole jako DJ Tanner[10]
- Andrée Vermeulen jako dr Monica Scholls, patolog sądowy[9]

### Drugoplanowe
- Jagger jako David Hoffman
- Alfred Molina jako dr Edelweiss[11]
- Andreas Wigand jako Dave, policjant

### Gościnne występy
- Nancy Walls Carell jako pani Perry (odcinek 1x01)
- Gary Cole jako profesor Everett (odcinek 1x01)
- Matthew Glave jako Mayor Joe Perry (odcinek 1x01)
- Lisa Kudrow jako Monica Vivarquar (odcinek 1x01)
- James Franco jako sierżant Eddie Pepper (odcinek 1x02)
- Adam Scott jako pielęgniarz (odcinek 1x02)[12]
- Gillian Vigman jako Jean Naté (odcinek 1x02)[12]
- Sarah Chalke jako pani Parsons (odcinek 1x03)
- Jeff Dunham jako Fisher Price (odcinek 1x03)
- John Michael Higgins jako dr Zaius i Randy Zaius (odcinek 1x04)
- Amy Smart jako Stacy (odcinek 1x05)[13]
- David Koechner jako Niles J. Bigfish (odcinek 1x05)[13]
- Kerri Kenney-Silver jako agent specjalny Laurie Partridge (odcinek 1x06)
- Keegan-Michael Key jako Helmut Fröntbüt (odcinek 1x06)[14]
- Bill Murray jako Vic Deakins (odcinek 1x07)[15]
- Cecily Strong jako Samantha Stevens (odcinek 1x07)[14]
- Laura Bell Bundy jako Vivian Tribeca (odcinek 1x08)
- Gene Simmons jako on sam (odcinek 1x09)
- Danny Trejo jako on sam (odcinek 1x09)
- John Gemberling jako Barista (odcinek 1x10)
- Ryan Hansen jako Wilson Phillips (odcinek 1x10)

## Odcinki
| Sezon | Sezon | Odcinki | Oryginalna emisja TBS | Oryginalna emisja TBS | Oryginalna emisja HBO 3 | Oryginalna emisja HBO 3 | Oryginalna emisja HBO 3 |
| Sezon | Sezon | Odcinki | Premiera sezonu       | Finał sezonu          | Premiera sezonu         | Finał sezonu            |                         |
| ----- | ----- | ------- | --------------------- | --------------------- | ----------------------- | ----------------------- | ----------------------- |
|       | 1     | 10      | 11 kwietnia 2016      | 18 stycznia 2016      | 1 marca 2016            | 17 marca 2016           |                         |
|       | 2     | 10      | 6 czerwca 2016        | 1 sierpnia 2016       | 8 października 2016     | 5 listopada 2016        |                         |
|       | 3     | 10      | 10 kwietnia 2017      | 12 czerwca 2017       | 2 lipca 2017.           | 30 lipca 2017           |                         |

## Produkcja
16 maja 2013 roku, stacja TBS zamówiła pilotowy odcinek Angie Tribeca. W styczniu 2014 roku, obsadzono tytułową rolę, która zagra Rashida Jones. W lutym 2014 roku, Jere Burns, Andrée Vermeulen i Alfred Molina dołączyli do obsady serialu. W tym samym miesiącu do projektu dołączył Deon Cole, który wcieli się w rolę DJ Tanner. 8 maja 2014 roku stacja TBS zamówiła 10-odcinkowy pierwszy sezon "Angie Tribeca". W styczniu 2015 roku, Hayes MacArthur dołączył do obsady głównej serialu.